# 拉齊維烏宮
54°41′02″N 25°16′49″E / 54.68389°N 25.28028°E
拉齊維烏宮是位於立陶宛首都維爾紐斯舊城區的一座宮殿建築。拉齊維烏宮是拉齊維烏家族在維爾紐斯所有的第二座宮殿，也是規模最大的一座。現在的建築修建於1635年至1653年之間，之後曾毀於戰爭。在1980年代時拉齊維烏宮得到修復。現在是美術館的展出場地。

## 外部連結
- Official website （页面存档备份，存于）